# Estische kampioenschappen schaatsen allround
De Estische allroundkampioenschappen schaatsen worden sinds 2005 jaarlijks georganiseerd. Alle edities vonden plaats op de IJsbaan van Pöltsamaa. Het allroundtoernooi wordt verreden over twee dagen.

## Mannen
| Jaar | Plaats    | Goud          | Zilver        | Brons          |
| ---- | --------- | ------------- | ------------- | -------------- |
| 2005 | Pöltsamaa | Danila Ruusu  | Jaan Saks     | Eerik Idarand  |
| 2006 | Pöltsamaa | Danila Ruusu  | Eerik Idarand | Jaan Saks      |
| 2007 | Pöltsamaa | Kert Keskpaik | Märt Kuus     | Indrek Aarna   |
| 2009 | Pöltsamaa | Mart Markus   | Kert Keskpaik | Danila Ruusu   |
| 2010 | Pöltsamaa | Mart Markus   | Märt Kuus     | Rauno Kamenjuk |
| 2011 | Pöltsamaa | Mart Markus   | Eerik Idarand | Jaan Saks      |
| 2012 | Pöltsamaa | Eerik Idarand | Mart Markus   | Risto Liiv     |
| 2013 | Pöltsamaa | Aleks Luik    | Kert Keskpaik | Märt Kuus      |

### Medaillespiegel
| Naam           | Goud | Zilver | Brons |
| -------------- | ---- | ------ | ----- |
| Mart Markus    | 3    | 1      | 0     |
| Danila Ruusu   | 2    | 0      | 1     |
| Eerik Idarand  | 1    | 2      | 1     |
| Kert Keskpaik  | 1    | 2      | 0     |
| Aleks Luik     | 1    | 0      | 0     |
| Märt Kuus      | 0    | 2      | 1     |
| Jaan Saks      | 0    | 1      | 2     |
| Indrek Aarna   | 0    | 0      | 1     |
| Risto Liiv     | 0    | 0      | 1     |
| Rauno Kamenjuk | 0    | 0      | 1     |

## Vrouwen
| Jaar | Plaats    | Goud           | Zilver         | Brons          |
| ---- | --------- | -------------- | -------------- | -------------- |
| 2005 | Pöltsamaa | Lina Käsik     | Kaja Jürissaar | Mai Aun        |
| 2006 | Pöltsamaa | Sandra Alusalu | Birgit Hansson | Evelin Idarand |
| 2007 | Pöltsamaa | Sandra Alusalu | Jana Piritalo  | Tea Visse      |
| 2009 | Pöltsamaa | Saskia Alusalu | Marleen Sarap  | Sandra Alusalu |
| 2010 | Pöltsamaa | Saskia Alusalu | Marleen Sarap  | Sandra Alusalu |
| 2011 | Pöltsamaa | Saskia Alusalu | Marleen Sarap  | Sandra Alusalu |
| 2012 | Pöltsamaa | Saskia Alusalu | Sandra Alusalu | Piret Saare    |
| 2013 | Pöltsamaa | Saskia Alusalu | Sandra Alusalu | Tea Visse      |

### Medaillespiegel
| Naam           | Goud | Zilver | Brons |
| -------------- | ---- | ------ | ----- |
| Saskia Alusalu | 5    | 0      | 0     |
| Sandra Alusalu | 2    | 2      | 3     |
| Lina Käsik     | 1    | 0      | 0     |
| Marleen Sarap  | 0    | 3      | 0     |
| Kaja Jürissaar | 0    | 1      | 0     |
| Jana Piritalo  | 0    | 1      | 0     |
| Birgit Hansson | 0    | 1      | 0     |
| Tea Visse      | 0    | 0      | 2     |
| Mai Aun        | 0    | 0      | 1     |
| Evelin Idarand | 0    | 0      | 1     |
| Piret Saare    | 0    | 0      | 1     |

 Argentinië · 
 België · 
 Bohemen · 
 Canada · 
 China · 
 DDR · 
 Duitsland (mannen) - (vrouwen) · 
 Estland · 
 Finland · 
 Frankrijk · 
 Hongarije · 
 IJsland · 
 Italië · 
 Japan · 
 Kazachstan · 
 Mongolië · 
 Nederland (mannen) - (vrouwen) · 
 Nieuw-Zeeland ·
 Noorwegen (mannen) - (vrouwen) · 
 Oekraïne · 
 Oostenrijk · 
 Polen · 
 Roemenië · 
 Rusland · 
 Tsjechië · 
 Verenigde Staten · 
 Wit-Rusland · 
 Zuid-Korea · 
 Zweden · 
 Zwitserland